# Servizio ferroviario suburbano di Dublino

Mappa della rete ferroviaria di Dublino che mostra la Suburban Rail, il Luas ed estensioni della rete stessa che comprendono la metropolitana e linee pendolari.

Il servizio ferroviario suburbano di Dublino (in Lingua inglese: Dublin Suburban Rail, in irlandese Iarnród Bruachbhailteach Baile Átha Cliath) è la rete ferroviaria suburbana della città di Dublino, capitale della Repubblica d'Irlanda. È esercita dalla Iarnród Éireann.

## Rete
Il sistema si compone di cinque linee:
- Northern Commuter, che collega la stazione di Dublino Pearse a quella di Dundalk;
- South Eastern Commuter, che collega la stazione di Dublino Connolly a quella di Gorey;
- South Western Commuter, che collega la stazione di Dublino Heuston a quella di Portlaoise;
- Western Commuter che collega la stazione di Longford a quelle di Dublino Pearse e Docklands;
- Dublin Area Rapid Transit (DART).

Le linee sono gestite dalla Iarnród Éireann.

## Servizio
I servizi sono attivi dalle 5:30 alle 00:42 da lunedì a sabato e dalle 8:25 alle 00:42 la domenica. I treni passano con diversa frequenza a seconda delle linee e delle stazioni, per esempio sulla DART la frequenza è maggiore (15 minuti in genere, pochi minuti durante l'ora di punta), mentre in alcune stazioni i treni passano con meno frequenza (ogni ora fuori dall'ora di punta). Non ci sono treni a Natale.

## Materiale rotabile
Dal 2006, la maggior parte dei treni usati sulle linee che non fanno parte della DART sono l'IE 2900 Class, a unità multiple di diesel, anche se spesso sono usati anche l'IE 2600 Class, l'IE 2700 Class e l'IE 2800 Class. Sulla DART, che è elettrificata, sono usate locomotive CIE 8100 Class, IE 8200 Class e IE 8500 Class.

## Linee

### Northern Commuter
Il servizio impiega la ferrovia Dublino–Belfast collegando la stazione di Dublino Pearse a quella di Dundalk. Il percorso è condiviso con i servizi DART e della Dublino–Belfast fino a Malahide. Il viadotto del Boyne è a binario semplice.
Treni usati: 29000, 2800 Class.
Stazioni servite: Dublino Pearse, Tara Street, Dublino Connolly, Howth Junction, Clongriffin, Portmarnock, Malahide, Donabate, Rush and Lusk, Skerries, Balbriggan, Gormanston, Laytown, Drogheda, Dundalk.
Si è discusso riguardo all'aggiunta della stazione di Dunleer e quella di Dundalk South.

### South Eastern Commuter
Il servizio impiega la ferrovia Dublino–Rosslare tra la stazione di Dublino Connolly e quella di Gorey. Il percorso è condiviso con i servizi DART e con quelli della Dublino–Rosslare fino a Greystones.
Treni usati: 22000 class dmu.
Stazioni: Dublino Connolly, Tara Street, Dublin Pearse, Lansdowne Road, Sydney Parade, Blackrock, Dún Laoghaire, Bray, Greystones, Kilcoole, Wicklow, Rathdrum, Arklow, Gorey.
La South Eastern ha minore frequenza di treni tra le DART/Commuter.

### South Western Commuter
Percorre la ferrovia Dublino–Cork collegando la stazione di Dublino Heuston con quella di Kildare. La linea è anche conosciuta come Kildare Suburban o Kildare Commuter, mentre in precedenza era chiamata The Arrow (in italiano, la freccia).
Treni usati: 22000 Class.
Stazioni: Dublino Heuston, Cherry Orchard & Parkwest, Clondalkin & Fonthill, Adamstown, Hazelhatch & Celbridge, Sallins & Naas, Newbridge, Kildare.

#### Storia
Il servizio è stato aperto nel 1994 e le stazioni di Cherry Orchard, Clondalkin, Hazelhatch e Celbridge e Sallins e Naas furono aperte lo stesso giorno, mentre le altre erano già esistenti. La stazione di Newbridge era un tempo riservata solo agli Intercity, mentre oggi la maggior parte dei treni che vi passano sono pendolari.
Una stazione usata solo per treni occasionali si trova a Curragh. La vecchia stazione di Cherry Orchard fu sostituita dalla Cherry Orchard e Parkwest nel luglio 2008, mentre nell'ottobre 2008 fu sostituita quella di Clondalkin dalla Clondalkin e Fonthill. L'area attorno ad Adamstown, per la costruzione della ferrovia, è in grande sviluppo e si stima che possa raggiungere a breve i 20 000 abitanti.
Il progetto Transport 21 prevede l'elettrificazione della linea fino ad Hazelhatch entro il 2015. Quando verrà aperto il DART Underground e sarà completata l'elettrificazione, questa linea sarà sostituità da un'unica tratta DART che collegherà Hazelhatch a Howth. Il servizio sarà connesso col resto della rete metropolitana presso Dublino Pearse.

### Western Commuter
La linea impiega la ferrovia Dublino–Sligo, tra la stazione di Dublino Connolly e quella di Longford, la diramazione di quest'ultima diretta alla stazione dei Docklands, e il tronco Connolly–Pearse della ferrovia Dublino-Rosslare.
Treni usati: 29000 Class, 2800 Class.
Stazioni:
- City branch: Dublino Pearse, Tara Street, Dublino Connolly, Drumcondra, Broombridge, Ashtown, Phoenix Park, Castleknock, Coolmine, Clonsilla, Leixlip Confey, Leixlip Louisa Bridge, Maynooth, continua poi verso Kilcock, Enfield, Mullingar, Edgeworthstown e Longford.
- Docklands branch: Docklands, Broombridge, Ashtown, Phoenix Park Castleknock, Coolmine, Clonsilla, Hansfield, Dunboyne e M3 Parkway.

#### Storia
Dal 1981 al 1990 la linea operò solo ad Ashtown, Clonsilla, Leixlip Louisa Bridge e Maynooth. Nel 1990 furono aperte le stazioni di Broombridge, Castleknock, Coolmine e Leixlip Confey. Un'altra stazione fu aperta a Drumcondra nel marzo 1998. La maggior parte di queste stazioni constavano in origine di una piccola biglietteria in cemento e cabine in acciaio.
Nel 2001 fu migliorato il tratto da Clonsilla a Maynooth con la costruzione di un secondo binario, con la saldatura dei binari, con la costruzione nuove strutture per l'accoglimento dei passeggeri e con la sostituzione dei segnali con un controllo computerizzato del traffico. Furono aggiunti anche gli schermi per le informazioni sugli orari dei treni, anche se vennero attivate solo in poche stazioni.